# IMovie
iMovie – program komputerowy firmy Apple przeznaczony do domowej edycji materiału filmowego na komputerach Mac. Został on pierwotnie wydane przez Apple w 1999 r. jako aplikacja Mac OS 8 w pakiecie z komputerem iMac DV. Od wersji 3 iMovie jest częścią pakietu iLife. Importowanie materiału wideo na Mac odbywa się przy użyciu FireWire, interfejs w formacie MiniDV, czyli większości cyfrowych kamer wideo. Użytkownik programu może edytować klipy wideo, dodać tytuły oraz dodać muzykę.